# Transporte inverso
El transporte inverso, o inversión del transportador, es un fenómeno en el que los sustratos de una proteína de transporte de membrana se mueven en la dirección opuesta a la de su movimiento típico por el transportador. La inversión del transportador ocurre típicamente cuando una proteína transportadora de membrana es fosforilada por una proteína quinasa particular, que es una enzima que agrega un grupo fosfato a las proteínas.
La función principal de la mayoría de los transportadores de neurotransmisores es facilitar la recaptación de neurotransmisores (es decir, la reabsorción de neurotransmisores por parte de la célula que los liberó). Durante la recaptación de neurotransmisores, los transportadores de neurotransmisores moverán tipos específicos de neurotransmisores desde el espacio extracelular al citosol de una neurona o célula glial. Cuando estos transportadores funcionan a la inversa, producen flujo de salida de neurotransmisores (es decir, el movimiento de neurotransmisores desde el citosol al espacio extracelular a través de la liberación mediada por transportadores, en oposición a la liberación exocitótica). En las neuronas, la inversión del transportador facilita la liberación de neurotransmisores en la hendidura sináptica, lo que da como resultado una mayor concentración de neurotransmisores sinápticos y una mayor señalización a través de los receptores de neurotransmisores correspondientes. Por ejemplo, muchos agentes liberadores de monoaminas provocan la salida de neurotransmisores de monoaminas (es decir, la liberación de neurotransmisores de monoaminas desde las neuronas hacia la hendidura sináptica a través de la liberación mediada por transportadores de monoaminas) al desencadenar el transporte inverso en los transportadores de monoaminas vesiculares (específicamente, VMAT1 y VMAT2) y otras monoaminas transportadoras, que se encuentran a lo largo de la membrana plasmática de las neuronas (específicamente, DAT, NET y SERT).